# William Harper (Politiker)

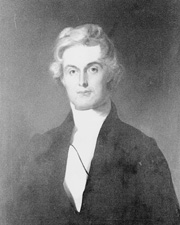
William Harper, zeitgenössische Darstellung

William Joseph Harper (* 17. Januar 1790 auf der Insel Antigua,  Antigua und Barbuda; † 10. Oktober 1847 im Fairfield District, South Carolina) war ein US-amerikanischer Politiker. Im Jahr 1826 vertrat er den Bundesstaat South Carolina im US-Senat.

## Werdegang
Noch in seiner Kindheit kam William Harper mit seinen Eltern nach South Carolina, wo sich die Familie in Columbia niederließ. Er besuchte die öffentlichen Schulen, die Mount Bethel Academy und das Jefferson Monticello Seminary. Im Jahr 1808 absolvierte er das South Carolina College, die spätere University of South Carolina. Er studierte zunächst Medizin. Später schloss sich ein Jurastudium an. Nach seiner im Jahr 1813 erfolgten Zulassung als Rechtsanwalt begann er, in Columbia in seinem neuen Beruf zu arbeiten. Gleichzeitig begann er als Mitglied der Demokratisch-Republikanischen Partei eine politische Laufbahn. In den Jahren 1816 und 1817 saß er im Staatsrepräsentantenhaus. Im Jahr 1818 zog er vorübergehend nach Missouri, wo er zwischen 1819 und 1823 das Verwaltungsamt des Chancellor of the State of Missouri ausübte. Im Jahr 1821 gehörte er einem dortigen Verfassungskonvent an.
Im Jahr 1823 kehrte Harper nach Columbia in South Carolina zurück. Von 1823 bis 1825 war er als Protokollführer (Reporter) beim Obersten Staatsgerichtshof (State Supreme Court) angestellt. Politisch war er damals ein Anhänger von Andrew Jackson (Jacksonian). Nach dem Tod von US-Senator John Gaillard wurde William zu dessen Nachfolger in den US-Senat berufen. Dieses Amt übte er zwischen dem 8. März und dem 29. November 1826 aus. Dann übernahm der zwischenzeitlich gewählte William Smith dieses Mandat. In den folgenden Jahren praktizierte Harper als Rechtsanwalt in Charleston. In den Jahren 1827 und 1828 saß er erneut im Staatsrepräsentantenhaus von South Carolina, dessen Präsident er auch war. Von 1828 bis 1830 bekleidete er das Verwaltungsamt des Chancellor of the State of South Carolina. Er zog wieder nach Columbia und war von 1830 bis 1835 Richter am Berufungsgericht. Im Jahr 1832 war er Mitglied auf einer Versammlung seines Staates, auf der über die Nullifikationsdoktrin beraten wurde. Zu diesem Zeitpunkt war Harper längst von Andrew Jackson abgerückt. Er unterstützte John C. Calhoun und dessen Politik, die auf eine offene Konfrontation mit der Bundesregierung unter Präsident Jackson hinauslief. Er befürwortete auch die Stärkung der Rechte der Einzelstaaten gegenüber der Bundesregierung und er war ein Anhänger der Sklaverei. Von 1835 bis zu seinem Tod am 10. Oktober 1847 war Harper erneut Chancellor seines Staates.